# Sternwarte Leiden

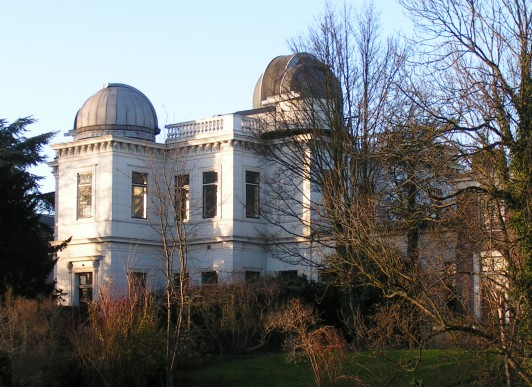
Die Oude Sterrewacht ‚Alte Sternwarte‘ in Leiden

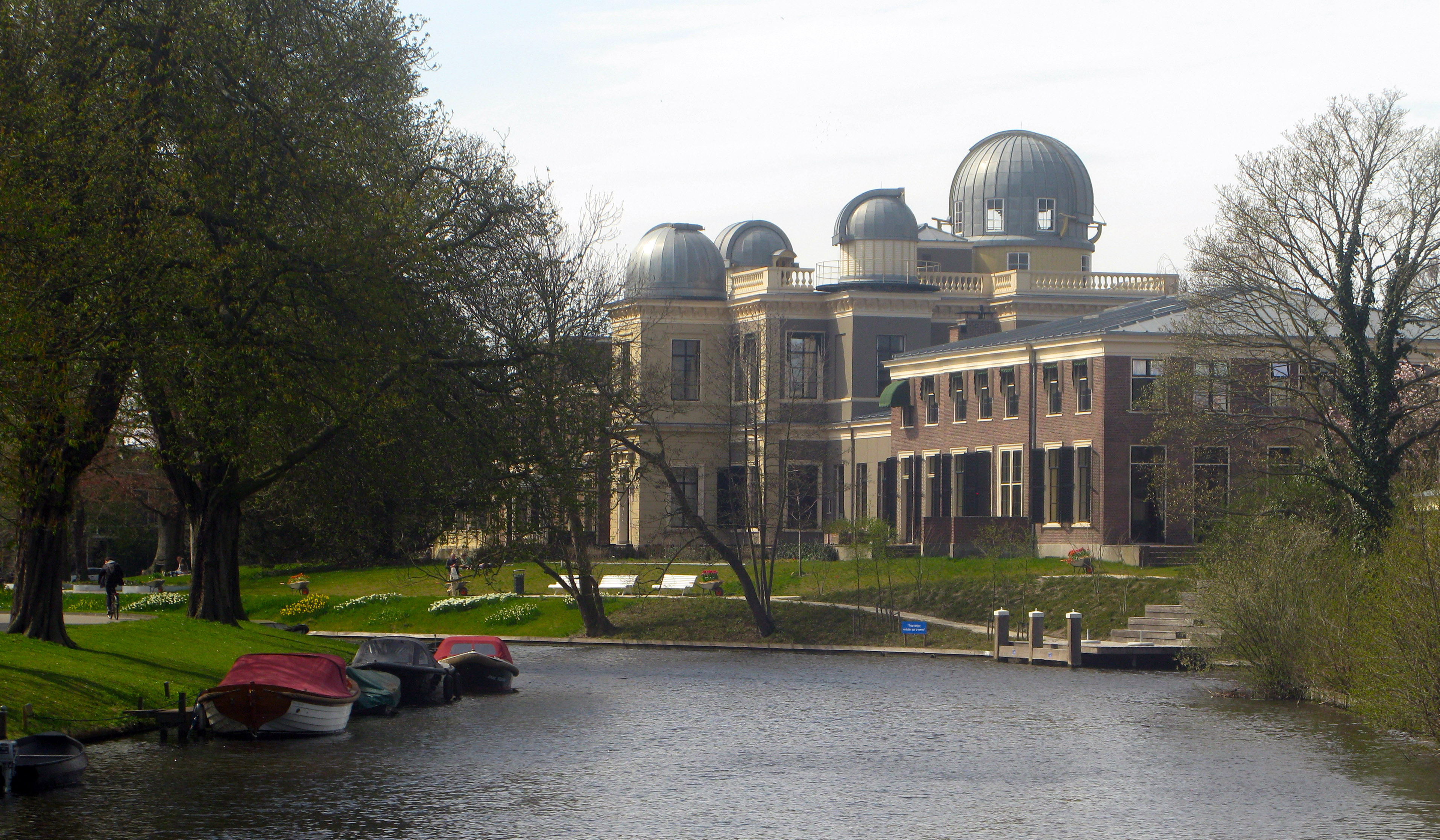
2013, nach der Restaurierung

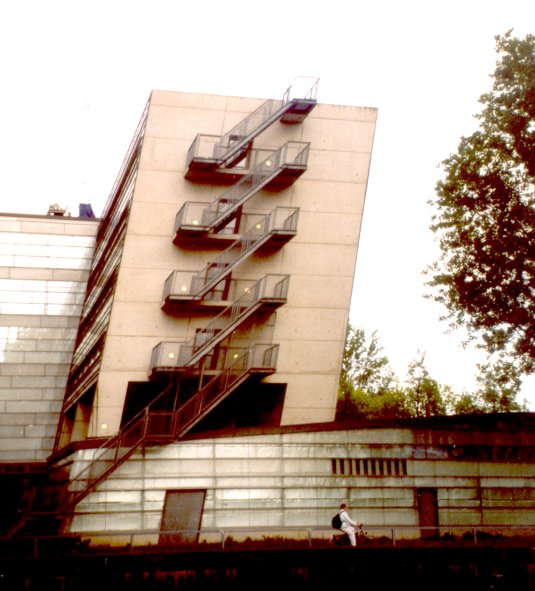
Jan-Hendrik-Oort-Gebäude

Die Sternwarte Leiden (niederländisch Sterrewacht Leiden) wurde 1633 als Observatorium der Universität Leiden erbaut und ist damit die älteste Universitätssternwarte der Welt. In den ersten beiden Jahrzehnten wurde die Sternwarte vor allem für Ausbildungszwecke eingesetzt. 1861 wurde ein neues und größeres Observatorium unter der Leitung von Frederik Kaiser gebaut, heute bekannt unter der Bezeichnung Oude Sterrewacht ‚Alte Sternwarte‘ (52° 9′ 18″ N, 4° 29′ 6″ O).
Die Sternwarte Leiden hatte viele Direktoren von Weltruf, z. B. Frederik Kaiser, Willem de Sitter, Ejnar Hertzsprung und Jan Hendrik Oort.
Weitere berühmte Astronomen an der Sternwarte Leiden waren Hendrik Antoon Lorentz, Jacobus C. Kapteyn und Hendrik Christoffel van de Hulst.
1974 zog die Sternwarte Leiden ins nahegelegene Huygens-Laboratorium um, und vor kurzem wurde das neue J.-H.-Oort-Gebäude bezogen. Der Name Sternwarte Leiden (nl. Sterrewacht Leiden) blieb jedoch.
Derzeitiger Direktor ist Ignas Snellen (seit 2022).